# 115e régiment d'infanterie (France)
Le 115e régiment d'infanterie (115e RI) est un régiment d'infanterie de l'Armée de terre française créé par le Premier Consul à partir de deux régiments provisoires de l'armée d'Espagne en 1808.

## Création et différentes dénominations
- 7 juillet 1808 création du 115e Régiment d'Infanterie de Ligne.
- 12 mai 1814 une ordonnance royale ramène à 90 le nombre des régiments de ligne, le 115e est dissous.
- 1er septembre 1870 création du 115e Régiment d'Infanterie de Ligne.
- 1er mai 1872 renommé 115e Régiment d'Infanterie.
- Août 1914 : Il donne naissance au 315e Régiment d'Infanterie
- 31 décembre 1919 dissolution. Les drapeaux sont déposés du 115e et 315e dans la salle d'honneur du 117e R.I, caserne Chanzy, au Mans.
- Septembre 1939 création du 115e Régiment d'Infanterie.
- 16 juin 1940 dissolution du régiment.

- 1967 Régiment de réserve, il est en manœuvre une semaine d'abord au centre mobilisateur d'Alençon, puis au camp d'Auvours.
- 1980? Régiment de réserve.(À VOIR?)

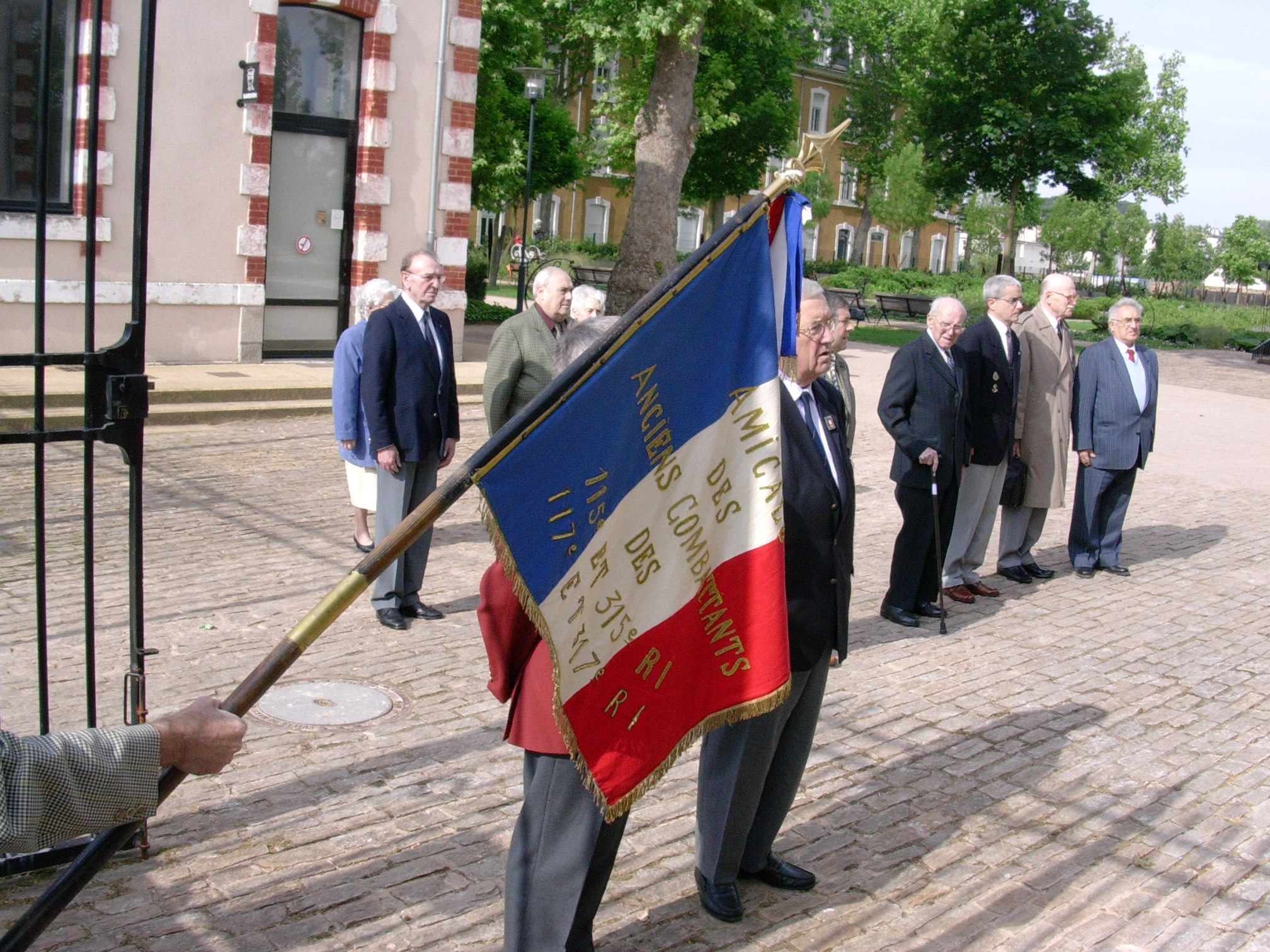
porte drapeau des ' 315e 117e 317e RI ancienne caserne Chanzy RI le Mans le 20/05/07.

## Chefs de corps
- 28 octobre 1808 : Colonel René Joseph du Peyroux.
- 1871 - 1872 : Colonel Émile Joseph Marie le Mordan de Langourian.
- 1905 : colonel Joseph Florent Oswald Hotz
- 27 septembre 1906 - 22 décembre 1906 : Jean François Alphonse Lecomte.
- 1906 - 1911 : Colonel Paul Jean Foucart.
- 2 août 1914 : Colonel Gazan.
- 24 septembre 1914 : Commandant Graff, promu Lieutenant-Colonel le 4 octobre, tué le 7 octobre 1914.
- 7 octobre 1914 : Commandant Travers, promu Lieutenant-Colonel le 17 octobre 1914, muté au commandement du dépôt à Mamers le 23 janvier 1915.
- 23 - 29 janvier 1915 : Commandant Ogier de Baulny, commande provisoirement.
- 23 janvier 1915 - 5 juin 1917 : Lieutenant-Colonel Kieffer.
- 5 juin 1917 - 17 mai 1918 : Lieutenant-Colonel Gaches.
- 17 mai - 17 juillet 1918 : Lieutenant-Colonel Raymond Létondot, jour où il est blessé mortellement au Patis de Damery. Il décédera le 23 juillet. Le commandant Fralon prend le commandement du régiment.
- 26 juillet 1918 - 21 juin 1919 : Lieutenant-Colonel Laurent.
- 21 juin - 22 août 1919 : Commandant Fralon, date du retour à Mamers.
- 22 août - 30 septembre 1919 : Lieutenant-Colonel Travers.
- 1er octobre - 31 décembre 1919 : Colonel Converset, jusqu'à la date de la dissolution du régiment.
- 2 septembre 1939 - 16 juin 1940 : Lieutenant-Colonel de Fouquet.

## Drapeau
Les noms des batailles s'inscrivent en lettres d'or sur le drapeau :

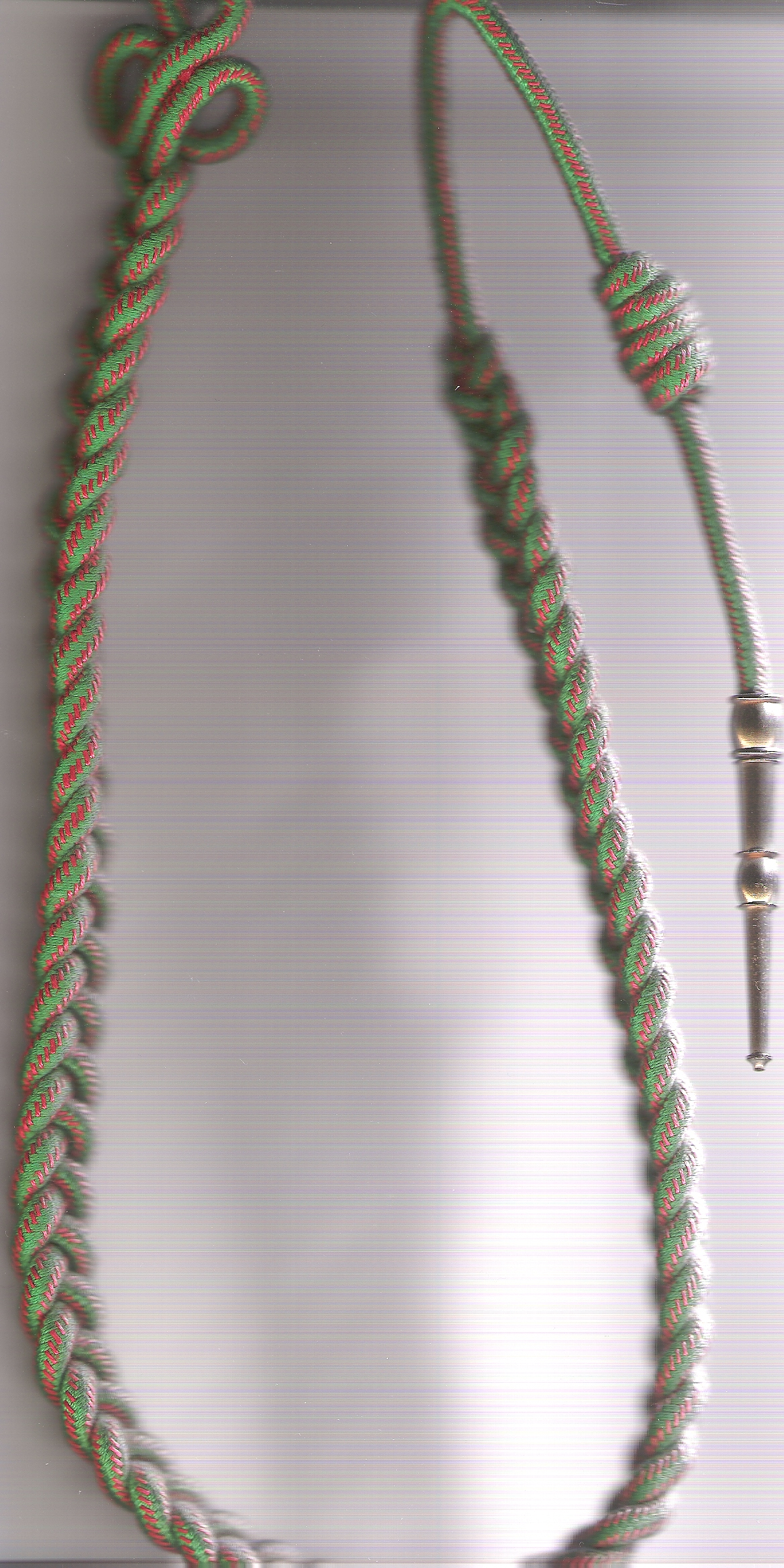
Fourragère aux couleurs de la croix de guerre 1914-1918

Le drapeau du 115e RI fut frappé d'un éclat d'obus allemand en 1914, à la bataille d'Andechy. Il resta mutilé pendant toute la guerre 1914-1918, et, à la dissolution du régiment le 31 décembre 1919, fut déposé au musée des Invalides où il se trouve toujours. Juin 1940 c'est un autre drapeau que fit brûler le Lieutenant-Colonel de Fouquet avant sa captivité.

## Décorations décernées au régiment
Sa cravate est décorée de la Croix de guerre 1914-1918  avec deux citations à l'ordre de l'armée. Le 18 décembre 1918, le drapeau recevait la Fourragère aux couleurs du ruban de la Croix de guerre 1914-1918

## Historique des garnisons, combats et batailles du115eRI

### Création du régiment
Le 115e régiment d'infanterie a été créé par un décret de l'Empereur Napoléon Ier du 7 juillet 1808. Le commandement fut alors au colonel René Joseph du Peyroux. À cette date, le régiment fait partie de la 2e brigade de la 2e division du 3e corps d'armée.

### Guerres de la Révolution et de l'Empire

#### Guerre d'indépendance espagnole
Il est dirigé sur l'Espagne pour combattre l'insurrection de ce pays, lors de la Guerre d'indépendance espagnole. À partir de décembre 1808, il est engagé en différents combats pour la Prise de Saragosse, dont la capitulation n'aura lieu qu'en février 1809. Les combats sont meurtriers puisque l'effectif n'est plus que de 57 officiers et 1 277 hommes pour 4 bataillons. Le 115e reste dans le secteur pour résister aux insurgés. Il tient garnison à Saragosse et Huesca.
En avril 1810, il participe au Siège de Lérida. À ce moment, le 115e et le 117e combattent côte à côte. Après la Prise de Lérida en mai 1810, le régiment continue à occuper le pays. En décembre 1810, c'est le siège de Tortose et de nombreux fortins. La région nettoyée, le Général Louis-Gabriel Suchet rappelle à lui le 115e pour le Siège de Tarragone qui est, sans contredit le plus difficile de toute la Campagne d'Aragon et de Catalogne. Il faut enlever fort par fort ; ce siège commence en juin et se termine en juillet.
Ensuite, c'est à Barcelone où le 115e va rester en garnison jusqu'en décembre 1812. À ce moment, le 115e ne comprend plus que deux bataillons : une partie est rentrée en France pour reconstituer de nouveaux bataillons.

#### Campagne de France
En mars 1814 le 115e est sous l'armée du Maréchal Augereau pour couvrir Lyon contre l'armée autrichienne. Le 6e bataillon est engagé au plateau de Caluire ; composé presque entièrement de conscrits. Après ces combats le 6e 1er et 2e bataillons du 115e sont dirigés sur Libourne où ils attendent jusqu'au 26 août 1814 le décret de licenciement du Régiment.
Pendant ce temps, les 3e, 4e et 5e bataillons sont engagés devant Toulouse sous les ordres du Maréchal Soult contre le général Wellington ; en mai, ils rejoignent à Libourne les trois autres bataillons. 

#### Dissolution
Le 12 mai 1814, une ordonnance royale ramène à 90 le nombre de régiments de ligne: c'est la dissolution du 115e. 
De 1808 à 1814, le régiment s'est battu avec acharnement : il a perdu 75 officiers, tués ou blessés ; il est récompensé par l'inscription de 4 victoires au drapeau : Saragosse 1809, Lérida 1810, Tarragone 1811, et Toulouse 1814.

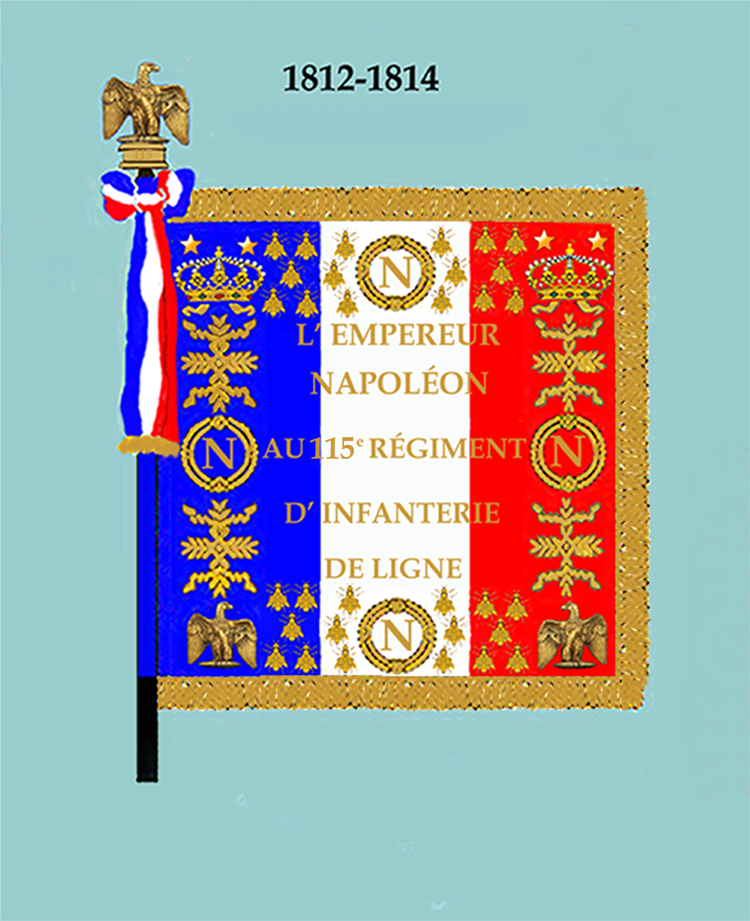
Drapeau modèle de 1812 (avers)
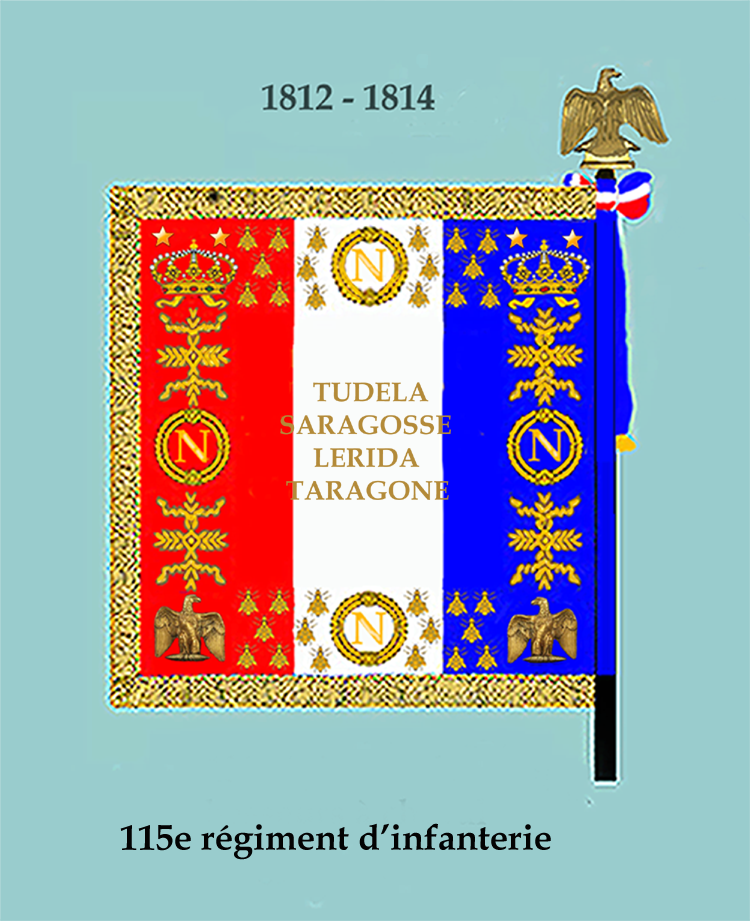
Drapeau modèle de 1812 (revers)

- 1814 : Guerre d'indépendance espagnole
  - 27 février : bataille d'Orthez

Le régiment est licencié à la Seconde Restauration. Son numéro reste vacant jusqu'en 1870

### Second Empire
Le 115e régiment d'infanterie est reformer le 28 octobre 1870, durant la Guerre de 1870, avec le 15e régiment de marche qui avait été lui-même constitué, le 16 août 1870, avec les :
- 4e bataillon du 10e régiment d'infanterie de ligne
- 4e bataillon du 14e régiment d'infanterie de ligne
- 4e bataillon du 26e régiment d'infanterie de ligne

provenant de leurs dépôts et dont les soldats sont pour la plupart de nouveaux arrivants qui n'avaient jamais tiré à la cible avec le chassepot et ignoraient totalement le service en campagne.
Le 1er novembre il participe à la défense de Paris et prend part à la bataille de Champigny les 1er et 2 décembre 1870 et au combat de Buzenval le 19 janvier 1871. Après la capitulation de Paris et le traité de Versailles du 1er mars, le 115e est dissout à compter du 27 mars 1871. Mais ses éléments aident à reformer un 15e régiment provisoire d'infanterie qui prend part, dans Paris, au rétablissement de l'ordre à la suite de l'insurrection du 18 mars 1871 fomentée par la Commune de Paris. Le 30 mars 1872 ce 15e régiment provisoire quitte Paris et s'établit au camp de Villeneuve-l'Etang.
- 1870-1871 Siège de Paris

### De 1871 à 1914
Il reprend le no 115 dans la liste des régiments en exécution d'un décret du 4 avril. 
Le 1er mai 1872 le 115e régiment d'infanterie est solennellement formé de quatre bataillons de six compagnies.
L'année 1873 est marquée par l'organisation de la musique. 
C'est donc à cette époque que remonte le point de départ du 115e RI, tel que le connaîtront les poilus de 1914-1918 et les combattants de 1939-1940. 
Les deux premiers bataillons, tiennent garnison à Paris, tandis que le 3e est installé, avec le dépôt, au camp de Villeneuve-l'Etang. Le 115e fait alors partie, avec 117e RI de la 10e Brigade du Général Cottret, laquelle dépend elle-même de la 8e division d'infanterie du Général Isidore Garnier et du 4e Corps d'Armée du Général Édouard Jean Étienne Deligny.
Son drapeau lui est remis, comme à tous les autres régiments, le 14 juillet 1880, lors de la revue de Longchamps. Ce nouvel emblème est en étamine de soie, frange d'or. Sur l'une des faces on lit République Française Honneur et Patrie et sur l'autre, la désignation du régiment et les noms des principales batailles où il s'est distingué, c'est-à-dire 115e régiment d'infanterie Saragosse Lérida Tarragone Toulouse.
Puis vient une longue période de paix, au cours de laquelle au début du XXe siècle, le 115e RI change de garnison, le 1er bataillon est déplacé à Nogent-le-Rotrou, les deux autres et le dépôt à Mamers.

### Première Guerre mondiale
- Affectations[5]  : en 1914 casernement : Mamers, Nogent-le-Rotrou, 16e brigade d'infanterie, 8e division d'infanterie, 4e corps d'armée. À la 8e DI d'août 1914 à novembre 1918. Constitution en 1914 de trois bataillons.

#### 1914

##### Mobilisation
Le 2 août  1914, c'est la mobilisation générale et le début de la 1re Guerre mondiale. Le 5 août , le 115e commandé par le Colonel Gazan quitte ses garnisons de Mamers et Nogent-le-Rotrou et s'embarque par la voie ferrée en direction des Armées.
Le fond du régiment est constitué de soldats de la Mayenne, et de la Sarthe. Malgré les renforts successifs qui viendront de toute la France, après les grandes saignées, les soldats de ces deux départements constitueront toujours le noyau du Régiment.

##### Bataille des Ardennes (1914)
Le 115e débarque à Verdun le 6 août, il fait route vers la Belgique que l'Armée allemande vient d'envahir. Il assiste en spectateur le 12 août au combat de Mangiennes.
Il passe la frontière, et le 22 août vient soutenir à Virton le choc violent de l'offensive allemande. Il subit cette première épreuve du feu contre un ennemi supérieur en nombre et en moyens matériels. Les combats sont meurtriers lors des premiers chocs entre troupes françaises et allemandes. Environ 27 000 soldats français ont été tués pendant la seule journée du 22 août, faisant de cette journée le jour le plus meurtrier de l'Histoire de France.
Le soir, le régiment reçoit l'ordre de repli. Il manque à l'appel, notamment le commandant Coquerelle (3e bataillon), et son adjoint le capitaine Chanderis et le Capitaine de Roquencourt (9e compagnie), qui ont été tués.
Le 115e se retire derrière la Meuse et en défend le passage à l'ennemi. Il livre alors de furieux combats autour de Dun-sur-Meuse. Le 115e reçoit l'ordre d'abandonner la Meuse et de reprendre son repli.

##### Grande Retraite
L'ennemi menace Paris : le 115e, embarqué le 2 septembre à Vienne-la-Ville, descend de wagons le lendemain au Bourget et va cantonner à Asnières.

##### Bataille de la Marne (1914)
Le 115e va participer au crochet offensif visant à encercler l'aile droite de l'Armée Allemande. Il traverse Montfermeil, Meaux, Trilport, Monceaux, marche vers le nord, franchit de nouveau la Marne à Meaux. Il attaque l'ennemi à Montagny-Sainte-Félicité où il pénètre le 10 septembre. Il va cantonner le soir du même jour à Versigny, Baron et Rosières.

##### Course à la mer
Le 13 septembre, il passe l'Aisne à Berneuil. Le 14 septembre, il passe l'Oise au pont de Montmacq, mais revient le lendemain 15 septembre vers Pontoise où des renforts ennemis sont signalés.
Contre les troupes allemandes qui tentent une nouvelle poussée, les 16, 17 et 18 septembre le 115e va livrer de durs combats à Tracy-le-Mont, Tracy-le-Val, Carlepont et autour de la ferme Meriquin. Le soir du 18 septembre, le 4e C.A. est relevé par le 13e.
C'est l'époque de la Course à la mer, le régiment avec toute la division, remonte vers le nord et bien qu'épuisé par de lourdes pertes, il se bat autour de Roye, à Goyencourt, Damery, Andechy, Le Quesnoy-en-Santerre. Le 24 septembre, le Colonel Gazan prend le commandement de la 16e Brigade. Il sera tué le 27 septembre devant la sucrerie de Roye. Le chef de bataillon Graff prend le commandement du Régiment. Promu Lieutenant-Colonel le 4 octobre, il est tué le 17 octobre devant Andechy. Le Chef de Bataillon Travers prend alors le commandement du 115e et est promu Lieutenant-Colonel le 17 octobre.

##### Guerre de tranchées
C'est alors que sont inaugurées les nouvelles méthodes de la guerre de tranchées, chacun fait son trou et au trou de tirailleur succède la tranchée. 
Après quelques jours de repos, le 115e qui a reçu des renforts, reçoit l'ordre de prêter son concours à la 53e D.I. dans la région de Maricourt, les 17, 18 et 21 décembre voient de glorieux mais vains et coûteux combats. Ordre avait été donné d'attaquer compagnie par compagnie, et même parfois sections par sections, en sorte que l'ennemi pût faire de graves ravages dans les rangs des assaillants.

#### 1915
Après la rélève du Lieutenant-Colonel Travers., le Chef de Bataillon Ogier de Baulny prend provisoirement le commandement du Régiment. Mais c'est le Lieutenant-Colonel Kieffer, qui est nommé en remplacement, et qui prend officiellement le commandement du 115e le 29 janvier 1915 à Sarry  où le Régiment se repose depuis le 29 décembre 1914.

##### Bataille de Champagne (1915)
Le 115e est alors dans le terrain crayeux. de Champagne qu'il ne quittera plus, sinon pour passer à son tour sur des grands champs de bataille mangeurs de divisions : Verdun, La Somme.
Pendant des mois, à Perthes, aux Marquises, à Massiges, à la Butte du Mesnil, sur les monts, qu'il va défendre après de lourdes pertes à la pioche et à la grenade.
Les 16 février et 17 février 1915, il arrive dans le boueux secteur de Perthes. Les 19, 20, 21, et 22 février, au prix de pertes importantes, il enlève et conserve le Bois 3 et le Bois Sabot. Après quelques jours de repos, il va occuper le 24 mars 1915 le secteur des Marquises, au pied des Monts de Champagne, où il reste jusqu'au 20 septembre.
Le 25 septembre, à 1h du matin, le 115e quitte son cantonnement de Sept-Saulx pour participer à la Bataille de Champagne. Le 115e prend une part active à cette bataille.
Les 27 septembre et 28 septembre, il est au Bois Raquette, et à l' Epine de Védegrange, sous les tirs de barrages de l'ennemi. Il attaque à nouveau le 6 octobre ; mais les pertes sont lourdes.
Le Régiment organise alors le terrain conquis. Il ne sera relevé que le 20 octobre pour prendre un peu de repos et aller travailler à l'aménagement de la 2e position dans la région de Tahure.

##### Main de Massiges
Le 115e remonte en ligne dans la nuit de Noël pour occuper le secteur de la Main de Massiges. le terrain a été récemment conquis sur l'ennemi. Il faut organiser solidement le secteur, retourner les défenses et se tenir prêt à repousser les plus violentes attaques.

#### 1916

##### Main de Massiges
Il repoussera avec succès les contre-attaques allemandes dès le 9 janvier, 6 mars, 2 et 22 juin 1916. Il attaquera lui-même les 11 et 12 février et le 15 mars. Sa gloire est d'avoir maintenu inviolées les tranchés confiées à sa garde, et les nombreuses tombes du cimetière de l'Index témoignent de l'âpreté de la lutte

##### Bataille de Verdun
En quittant le secteur de Massiges le 28 juin, le régiment est dirigé sur Verdun, où la bataille fait rage. C'est le moment où les Allemands sont les plus proches de la ville ; tout son effort s'est concentré sur la rive droite et, le 13 juillet, il a réussi à pénétrer au fort de Souville : la côte de Belleville est menacée !
Le 115e monte à Verdun par la Voie sacrée et arrive à la Citadelle. Ce jour-là, par une chaleur accablante, le régiment fait à pied 45 kilomètres. 
Les journées du  12 juillet et  13 juillet 1916 sont employées à préparer un retour offensif. Le Lieutenant-Colonel Kieffer et les officiers reconnaissent le terrain sur lequel se déroulera l'attaque prévue pour le 14, puis retardée de 24 heures.
Le 2e bataillon est engagé le premier. Les "Poilus" sont épars dans les trous d'obus. Ils sont devant eux la crête de Fleury et le P.C. 119. Une première attaque échoue. Une seconde attaque déclenchée peu après réussit : les grenadiers d'élite du 2e Bataillon ont nettoyé le P.C. 119.
De leurs côtés, des compagnies du 317e régiment d'infanterie et du 130e régiment d'infanterie se sont jointes à l'attaque et ont élargi les gains. la ligne française passe maintenant près de l'ouvrage de Thiaumont.
Le lendemain 16 juillet, on organise le terrain conquis. Une première contre-attaque allemande est repoussée : une deuxième, un peu plus tard, n'a pas plus de succès. La 7e Compagnie augmente même ses gains en enlevant une batterie 'C' qu'elle occupe ensuite solidement. Le bilan est chèrement payé, car ce bataillon, relevé dans la nuit du 17 au 18 ne comporte plus que 255 présents. Le 1er bataillon qui a soutenu le 2e et qui le relève repousse les contre-attaques et améliore les positions françaises. Quant au 3e bataillon, primitivement en réserve près des redoutes X et Y, il prend part, le 23 juillet 1916, à une attaque victorieuse sur les batteries 'C' en liaison intime avec les 2e Zouaves et quelques éléments d'autres régiments. Le surlendemain, les Allemands contre-attaquent, mais sont ramenés à leur point de départ.
Le général Charles Mangin ayant donné l'ordre de continuer la progression sans arrêt, coûte que coûte, les 3 compagnies du 3e bataillon réussissent au prix d'un périlleux travail, à réunir l'ouvrage 'Z" aux batteries 'C'.
Toutes ses opérations de détail ont pour but de préserver l'attaque de l'ouvrage de Thiaumont. Ce fort sera effectivement emporté par les troupes qui, dans la nuit du 28 juillet 1916, sont venues relever le 115e.
```
"Au 115e régiment d'Infanterie, revient l'honneur d'avoir repris le premier terrain que l'ennemi nous avait enlevé devant Verdun."
```

Après de lourds combats, Le 30 juillet, le régiment se retrouve au bivouac de Bois-la-Ville, ayant perdu 24 officiers et 1 017 hommes.

##### La Somme,Apremont
Le 115e après être reformé va occuper, pendant deux mois (du 12 août au 16 octobre) les secteurs calmes de la ferme de Beauséjour et des Loups près de la butte du Mesnil. Il gagne ensuite le camp d'instruction de Ville-en-Tardenois pour apprendre de nouvelles méthodes offensives.
Le 26 novembre, se rendant la région de Beauvais, le 115e défile à Pont-Sainte-Maxence devant le Général Ferdinand Foch, commandant le Groupe des Armées du Nord.

#### 1917

##### La Somme,Apremont
Enlevé en camions automobiles, le 31 décembre 1916, le 115e vient occuper devant le parc de Chaulnes dans la Somme, un secteur aussi bouleversé que celui de Verdun. Il y reste jusqu'au 8 février 1917. Ce sera la lutte continuelle, d'abord contre l'eau et la boue gluante, puis contre le froid vif. Beaucoup d'hommes sont évacués, les pieds gelés. 
Le 8 février, le régiment quitte Chaulnes et descend à pied jusque près de Paris, cheminant sur les routes glacées par un froid de -20 °C. 
On retrouve le 115e dans la forêt d'Apremont (Meuse) dans la zone dite de la Tête à Vache, où il relève le 20e régiment d'infanterie dans la nuit du 4 mars au 5 mars 1917
Il s'agit d'un vieux secteur qui fut, encore quelques mois auparavant, le théâtre de durs combats et où les Allemands tentent à maintes reprises de reprendre du terrain, mais le 115e est là qui brise net toutes les offensives.

##### Moronvilliers
Le 115e est relevé les 24 avril et 25 avril 1917 et dirigé sur le Camp Berthelot, près de Mourmelon-le-Grand.
La conquête du massif de Moronvilliers est déjà commencée ; le régiment va attendre trois jours l'ordre d'entrer dans la bataille. Cet ordre arrive le 1er mai.  
Le 115e et les autres Régiments de la 8e D.I. fournissent sans faiblir l'effort qui leur était demandé. Trois attaques menées d'un bel élan les l7, 20 et 21 mai, malgré des contre-attaques renouvelées…, deux attaques ennemies repoussées les 8 et 21 mai, une organisation défensive élevée sur le terrain conquis, sous le feu incessant, une division ennemie mise à mal ; plus de 300 prisonniers. 
Tel est le résultat de 25 jours de combat. La 8e D.I. a bien travaillé. (Ordre du jour du Général Aldebert, commandant la 8e D.I.). La part du 115e dans cet éloge consiste dans la prise du Bois L.61, la défense Mont-Casque et du Mont-Téton. Pendant 20 jours, le régiment fournit des efforts surhumains, il est exténué ; il est relevé le 24 mai 1917) et va cantonner au Camp Berthelot. Il y reste jusqu'au 3 juin 1917), constamment alerté, car les Allemands essaient de reprendre les Monts. Il est enfin embarqué à Mourmelon-le-Petit et s'en va à Ecury-sur-Coole jouir d'un repos bien mérité.
```
Page héroïque et glorieuse qui lui vaut sa première citation collective à l'ordre du corps d'armée (ordre du 
17
e
 CA, 
n
o
 
22 du 
11 juillet 1917
)
[
23
]
.
```

##### LeMont-Blond
Après un mois de repos, le Régiment se dirige à nouveau vers le secteur des Monts. Il est depuis le 5 juin 1917 sous les ordres du Lieutenant-Colonel Gaches.
Dans la nuit du 24 juin au 25 juin, il remplace le 166e régiment d'infanterie sur les pentes du Mont-Blond entre le Mont Cornillet et le Mont-Haut. Secteur encore peu organisé, où il y a beaucoup à faire ; tranchées et boyaux bouleversés, le terrain encore encombré de cadavres. Nuit et jour, ce sera une agitation meurtrière. L'ennemi nerveux, multiplie sans succès les coups de main, tandis que l'artillerie française, très active, exécute des tirs fréquents de destruction sur les objectifs du Mont-Haut : prélude de l'attaque qui aura lieu le 14 juillet.
Le 13 juillet, le drapeau du 115e RI est décoré de la Croix de guerre par le général Henri Gouraud.
Le 14 juillet, l'attaque est déclenchée à 15h45 de la façon suivante : attaque principale à droite, menée par le 1er Bataillon (Commandant Lemaire) en liaison avec le 4e Bataillon du 317e. À gauche, le 3e Bataillon (Commandant Hérique) opère une diversion sous forme de coup de main. Tous les objectifs sont atteints et conservés ; 329 prisonniers valides, dont 9 officiers restent dans les mains des français.
Le 15 juillet, contre-attaque de l'ennemi qui échoue devant la ferme contenance des 1er et 2e Bataillons.
Le 1er Bataillon du 115e est cité à l'Ordre de l'armée par le Général Henri Gouraud, commandant de la IVe armée, le 1er août 1917.

##### Les Marquises
Après un mois de repos, le 115e retourne en Champagne, mais cette fois, dans le secteur relativement calme des Marquises, qu(il connaît déjà et qu'il occupera du 21 août au 30 novembre 1917. Les Allemands annoncent alors pour 1918 une grande offensive qui doit leur donner la victoire.
Pour parer à toute éventualité, le commandant français prévoit une 3e position de défense. Le 115e est désigné pour organiser la partie de cette 3e position, comprise entre La Vesle et la lisière-est d'un bois à 2 km N.-O. de la Croix-en-Champagne. Le 115e y travaille du 14 décembre 1917 au 5 janvier 1918, travail rendu très pénible par la rigueur de la température.

#### 1918

##### Mont Cornilletet Mont Perthois
Le 115e et les autres Régiments de la 8e D.I. doivent gravir à nouveau ces Monts de Champagne où ils se sont illustrés en 1917. 
Dans la nuit du 14 janvier au 15 janvier, le 115e RI relève le 130e RI sur les pentes du Mont Cornillet. Il organise le secteur selon les directives nouvelles, qui feront leur preuve lors de la dernière grande attaque allemande du 15 juillet..
Le 12 mars, l'ennemi entreprend dans le col entre le Mont Blond et le Mont Cornillet une violente attaque avec engins fumigènes. Il tente ainsi une diversion à sa grande offensive de la Somme et des Flandres. Mais le 115e  repousse l'assaillant et fait un prisonnier.
Le 28 mars, le Régiment va occuper le Mont Perthois. À peine installé, il repousse un coup de main le 3 avril.
Le 31 mars, le 115e est relevé par le 124e RI et transporté dans la région d'Épernay, car l'ennemi vient d'enfoncer les lignes françaises à l'ouest de Dormans.

##### Chatillon-sur-Marne
Le Régiment arrive trop tard pour être engagé, car l'avance de l'ennemi est enrayée et la ligne fixée. Il prend donc le secteur tout neuf de Vandières. Sous la direction du Lieutenant-Colonel Letondot qui le commande depuis le 17 mai, le 115e en commence l'organisation défensive, lorsque le 21 mai, il va cantonner dans les villages de Festigny, Le Mesnil-Huttier, Œuilly et Mont-Voisin.
Le 3 juillet, le 115e est de nouveau dans le secteur de Vandières. Le 3e Bataillon reste seul sur la position de couverture au Bois Rarev. Les 2 autres défendent la ligne de résistance et le réduit de Chatillon, où le Colonel a son P.C.
Le 14 juillet (jour de la fête nationale française) se passe dans le calme ; mais au premier coup de minuit, l'artillerie allemande déclenche, dans un bruit épouvantable, un pilonnage par obus explosifs et toxiques, auquel l'artillerie française répond. Au petit jour, l'ennemi lance son attaque d'une puissance inouïe sur toutes les positions françaises. Le 3e Bataillon, sous les ordres du Commandant Hérique est écrasé, décimé, tourné. Mais les hommes et leur chef restent à leur poste, et opposent une défense héroïque. Il finit cependant par être submergé et cerné, ainsi d'ailleurs que le 317e RI qui se trouve à sa gauche. La ligne de résistance (1er et 2e Bataillons) brise net l'élan ennemi et maintient le front intact.
À l'Ouest, le combat est moins favorable aux Français. Les Allemands ont franchi la Marne et progressent sur la rive gauche ; Chatillon est bientôt menacé par le Sud. Sur ordre du Colonel, le 1er bataillon se replit sur le réduit de Chatillon, et le 2e sur le Prieuré. C'est alors une lutte de rues et de maisons qui continue ardente, acharnée jusqu'à 15h. Le cercle est presque refermé sur le 115e qui a consenti à l'ultime sacrifice, quand arrive l'ordre de repli sur Tincourt. Les survivants, au prix de nombreuses pertes, réussissent à échapper à l'étreinte en longeant la Marne. Ils vont encore, pendant deux jours, collaborer avec la Division Marchand à briser l'avance ennemie sur Épernay
La violente bataille de Chatillon-sur-Marne vaut au 115e RI une nouvelle inscription à son drapeau et une seconde citation collective à l'ordre de l'Armée (ordre du Général Commandant la Ve Armée du 22 novembre 1918)

##### La poursuite
Pendant les quelques jours de repos, le Lieutenant-Colonel Laurent, qui a pris le commandement du 115e le 26 juillet 1918 réorganise son Régiment.
Le 12 août 1918, le Régiment se retrouve dans les Monts de Champagne que l'Armée du général Henri Gouraud a évacués le 51 juillet pour tenir à l'arrière une ligne de résistance sur laquelle l'offensive allemande. est venue se briser.
C'est un secteur de fin de combat, le 115e y subit les contre-préparations préventives d'un ennemi nerveux inquiet, qui soumet les lignes françaises à de violents tirs d'obus à gaz asphyxiants, obligeant les hommes à vivre dans une atmosphère empestée d'ypérite, de palite et d'arsine. Au 115e revient la double tâche d'empêcher l'ennemi de partir sans qu'on en soit averti, de s'accrocher à lui de ne plus le lâcher. La première partie de la mission a été remplie. L'exécution de la deuxième est une page glorieuse.
Patrouilles et reconnaissances harcelèrent l'ennemi, le forcent à dévoiler ses intentions. Le 25 septembre, la 11e Compagnie pénètre dans les lignes allemandes et revient en bon ordre dans ses propres lignes, exécutant ainsi la consigne reçue. Le 4 octobre, le 1er Bataillon en entier tente avec succès un coup de main d'occupation sur la Haie Claire et pénètre dans les organisations allemandes sur un front de 1 000 m et une profondeur de 400 m. Il ramène des prisonniers et du matériel. L'ennemi, obligé de reculer, fait exploser les dépôts de munitions qu'il ne peut emporter et incendie les villages de la vallée de la Suippe. Les indices de retraite sont bien nets. Il faut empêcher l'ennemi de se dérober.
Le 5 octobre au matin, le Régiment se lance à la poursuite de l'ennemi, sans perdre un instant le contact. Il franchit les Monts et atteint la Suippe. Arrêté par une ligne puissante, couverte par une artillerie nombreuse, il lutte sans merci du 5 au 11, enlève le village de Selles le 8 octobre (2e Bataillon) et le conserve malgré une contre-attaque qu'il repousse. Le Commandant Lhote de Selancy est grièvement blessé au cours de ce combat.
Le 11 octobre, le 3e Bataillon débouchant en force du village, franchit la Suippe sur trois passerelles jetées la nuit, bouscule les mitrailleurs ennemis, fait des prisonniers, débarrasse la rive nord de tout élément adverse, et ouvre le chemin au Régiment qui reprend la marche en avant. Le 12 octobre, le 115e s'empare du village de Mesnil-l'Epinois et arrive sur la rivière La Retourne en même temps que les arrières-gardes ennemies. La rivière est franchie sur des passerelles de fortune, Le Châtelet  purgé des derniers ennemis.
À travers les ruines encore fumantes du village qui n'est plus qu'un amas informe de décombres, le 115e vole vers Tagnon où il trouve les premiers Français délivrés, qui accueillent le régiment en libérateur. La municipalité de Tagnon donnera à une rue du village le nom Rue du 115e Régiment d'infanterie. 
Mais l'ordre est de dépasser Tagnon. La progression sera lente et continue, gênée par l'inondation et la situation précaire du Régiment en face d'organisations puissantes. L'ennemi défend obstinément la ligne de l'Aisne et du Canal des Ardennes, mais le 16 octobre, le Canal est franchi au port de la Sucrerie d'Écly. 
Du 16 octobre au 5 novembre 1918, la tête de pont est renforcée et des combats incessants sont engagés en pleins marécages pour purger d'ennemis la rive sud de l'Aisne. Le 5 novembre, la 3e Comppagnie passe l'Aisne au Port de la Sucrerie, le 3e Bataillon à Nanteuil.
Le 6 novembre, la poursuite reprend sous l apluie, souvent en plein bois, sans ravitaillement, car les convois sont bloqués par les destructions ennemies. Le 115e dépasse Sorbon, Provisy, enlève de haute lutte Margy, puis Fagnon, Warcq et arrive le 9 sur la ligne Etion-Damouzy 24 heures en avance sur les prévisions allemandes, exténué mais victorieux.

##### De l'armisitice à la dissolution du Régiment
Le 115e régiment est à proximité de Charleville le 11 novembre 1918, lors de l'annonce de la signature de l'armistice.
La conduite du Régiment pendant la poursuite lui vaut sa 3e citation collective à l'ordre de la Ve Armée du 30 novembre 1918
Le 18 décembre 1918, près de Villers-Semeuse, dans une revue passée par le Général Debeney, le drapeau du 115e RI reçoit la fourragère aux couleurs de la Croix de guerre.

### Entre-deux-guerres

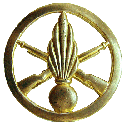
insigne de béret d'infanterie

Après l'armistice, le régiment stationne d'abord dans la région de Charleville, puis autour de Givet et Fumay et enfin dans l'Aisne, réparti entre Marle et le Nouvion. Il se consacre à la reconstitution de ces malheureux pays.
Puis, le 14 juillet 1919, une délégation du régiment accompagne le drapeau aux fêtes de la victoire. 
Enfin, le 22 août, c'est la rentrée à Mamers, la garnison du temps de paix. La ville a tenu à faire fête à son régiment, réception à la gare par toutes les autorités et les représentants élus ; traversée de la ville sous des arcs fleuris au milieu des acclamations ; réception sous le halle place Carnot ; et enfin rentrée dans la caserne Gaulois où le Lieutenant-Colonel Travers reçoit et salue le drapeau. 
Le régiment avait repris ses travaux du temps de paix, quand, le 12 décembre, parvint la nouvelle de sa disparition prochaine. Le 115e était compris dans la liste des régiments à supprimer à la date du 31 décembre 1919. 
Le 27, devant le régiment réuni une dernière fois, le Colonel Converset, en présence du Général Bousquier, commandant la 16e Brigade, faisait rendre les honneurs aux drapeaux du 115e, du 315e RI et du 27e régiment territorial et les saluait une dernière fois avant de les confier à la délégation des officiers du 117e RI, venus de Mamers pour en prendre la charge et les déposer en salle d'honneur du 117e, caserne Chanzy, au Mans. 
Le 115e avait cessé d'exister, en laissant au pays un héritage de gloire et d'honneur.

### Seconde Guerre mondiale

#### 115ereformé et la «drôle de guerre»
La mobilisation générale décrétée le 2 septembre 1939, prend effet le dimanche 3 septembre à 0 heure. 
Régiment de formation de la série A, le 115e régiment d'infanterie, dissous en 1919 après la Première Guerre mondiale, est remis sur pied à Laval vingt ans plus tard, par le centre mobilisateur secondaire no 42. Il prend naissance sous le commandement du Lieutenant-Colonel de Fouquet, en temps de paix commandant le détachement du 117e RI à Laval et commandant d'Armes de Laval. 
Le 115e fait partie de la 20e Division d'infanterie de formation (Général Corbe). Avec le 2e RI et le 47e RI, il forme l'I.D. 20 (Colonel Teysseire). 
Il est constitué par des officiers, sous-officiers et hommes de troupe de la réserve, la plupart originaires de la Mayenne, de la Sarthe, d'Ille-et-Vilaine et d'Eure-et-Loir, le tout encadré par un noyau d'officiers, sous-officiers et spécialistes d'active.
Le 9 septembre, présentation du drapeau aux troupes par le Lieutenant-Colonel de Fouquet. Le 11 septembre, le régiment quitte Laval par voie ferrée et fait route sur la Meuse au nord-ouest de Verdun. Il débarque le lendemain partie à Dun-sur-Meuse, partie à Romagne-sous-Montfaucon. 
Les 19 et 20 septembre, toute la 20e DI monte vers les lignes. Du 21 septembre 1939 au 8 janvier 1940, le régiment est chargé d'organiser le secteur de défense en avant de Maville, face à la Chiers et la frontière belge. Il fait un travail considérable, il se met à la tâche avec ardeur en collaboration avec le 132e RIF.
Les 9 et 10 janvier, il est relevé par le 104e RI, dans le sous-secteur de Ham[Où ?], et, par une température oscillant entre -10 et -30 °C, il fait mouvement vers Thionville. 
Du 25 janvier au 13 mars 1940, il se trouve aux avant-postes dans le sous-secteur de Haute-Sierk, où il a relevé le 2e régiment de tirailleurs marocains. 
Pendant les 46 jours il supporte allègrement le froid excessif, il fournit une somme considérable de travail, il tient avec cran et ténacité sous les bombardements, la fusillade et les jets de grenades. La compagnie franche, sous les ordres du Lieutenant Ariés, s'est montrée unité offensive de premier ordre, avec cran, discipline et mordant. Elle a rendu les plus grands services dans la défense du sous-secteur. 
En descendant des lignes, les 12 et 13 mars, le régiment restera quatre semaines au repos dans la région sud-ouest de Thionville. Il en profite pour intensifier l'instruction des cadres et des hommes.
Les 12 et 13 avril, il remonte en ligne dans le sous-secteur de Boulange, sur la frontière luxembourgeoise. En raison des évènements de Norvège, que les Allemands viennent d'envahir, le commandement français redoute une attaque par le Luxembourg. Il ressert le dispositif de défense mais l'ennemi n'attaque pas. Le régiment en profite pour organiser le sous-secteur de Beuvillers-Aumetz.
Le 1er mai : fin de l'alerte. Desserrement du dispositif de défense. Le 115e revient occuper le sous-secteur de Boulange. Mais le commandement reste inquiet et les travaux d'organisation de la position se poursuivent sans arrêt.

#### Alerte générale
Le 10 mai 1940, les Allemands envahissent les Pays-Bas, la Belgique, le Luxembourg. 
La compagnie franche du 115e est poussée en bouchon à Rumelange, en avant d'Ottange. 
Les 11 et 12 mai resserrement du dispositif de défense. Le régiment est relevé par le 95e RI dans le sous-secteur de Boulange et repasse en réserve de division dans le sous-secteur de Beuvillers - Aumetz. 
Le 13 mai la 20e DI qui tient les avant-postes dits de la « position avancée de Longwy », dans le secteur d'Audun-le-Roman - Aumetz, reçoit l'ordre d'évacuer la position d'avant-poste et de se retirer vers la ligne principale de résistance constituée par les casemates de la ligne Maginot. 
Dans le sous-secteur de Beuvilliers - Aumetz tenu par le 115e devient le sous-secteur de première ligne. Le Lieutenant-Colonel de Fouquet va occuper son P.C. de combat dans le bois de Beuvillers. L'ennemi, à partir du 14 mai, prend contact mais mollement. La compagnie franche du 115e patrouille en avant de la ligne des casemates ; quelques escarmouches se produisent avec des patrouilles adverses. L'ennemi bombarde le sous-secteur, en particulier Aumetz tenu par le 3e bataillon (Commandant Geissman) qui suit quelques pertes en tués et blessés. 
Mais la nuit du 25 et 26 mai, le 115e est relevé par le 204e RI. Il passe, avec la 20e DI dont il fait partie, en réserve de groupe d'armée 2e et 3e Armée et stationne dans la région de Loison et de Billy-sous-Mangiennes (Meuse). Il participe à la l'organisation d'une position défensive à la cote 243 au Nord de Billy. 
Mais brusquement l'ordre est donné au régiment d'embarquer en chemin de fer à Baroncourt à partir du 9 juin dans la soirée. 
Il est toujours sous le commandement du Lt Colonel de Fouquet, va participer à la grande bataille qui se livre contre l'envahisseur. Bien encadré, au moral élevé, il est en excellente forme.

#### Participation dans la Marne
Le régiment débarque le 10 juin en gare d'Épernay. En principe il doit relever le 47e RI à Dormans et défendre la rive droite de la Marne. Mais sur les ordres du général Corbe, commandant la division, cette relève n'aura pas lieu, car il faut faire face à la situation qui s'aggrave. 
Le 1er bataillon (commandant Hervé), au moins la 3e compagnie, fait immédiatement face à l'ouest et s'installe défensivement. 
La 3e Compagnie, sous les ordres du capitaine Croisé reste détaché au pont de Try-sur-Marne avec mission de s'opposer au franchissement de la Marne par l'ennemi. Elle tiendra toute la journée du 12 juin, subissant de lourdes pertes dont le capitaine Croisé tué et ne décrochera qu'à la nuit. 
Quelques éléments de la C.D.T. du 115e s'en vont tenir les lisières de bois entre La Chapelle-Monthodon et Condé, à la disposition du 47e RI.
Le 2e bataillon (commandant Vasseur) doit aller boucher un trou de 2 à 3 kilomètres entre le 1er bataillon et La Chapelle-Monthodon. Mais cet ordre ne pourra être exécuté car sur nouvel ordre du Général Corbe, le 2e Bataillon est mis à la disposition de la division voisine (la 45e DI) dont le P.C. est à Igny-le-Jard
De son côté, le 3e bataillon du 115e (commandant Lecointe), débarque en fin de matinée à Épernay et en marche sur La Chapelle-Monthodon est lui-même dérouté à 17h sur ordre du Général Corbe vers Orbais-l'Abbaye et mis en réserve de division. Le 13 juin il arrêta et désorganisera une colonne ennemie motorisée qui se déplace vers Le Breuil, lui infligeant des pertes sérieuses.

#### Repli et captivité
Mais l'ennemi intensifie sa poussée et s'infiltre dans la fissure évoquée plus haut entre le 1er bataillon et La Chapelle-Monthodon. 
Le régiment reçoit successivement des ordres de repli pour éviter l'encerclement. Les troupes voisines de la 45e DI décrochent d'ailleurs les premières. 
Les transmissions et les ordres sont de plus en plus difficiles. Notamment le capitaine Marteau, chargé par le Lt-colonel de Fouquet de porter un ordre de repli au Commandant d'Hervé, commandant du 1er bataillon, tombe dans une embuscade et est fait prisonnier avant d'avoir rempli sa mission. Le commandant non touché par cet ordre, fut à son tour fait prisonnier avec la majeure partie de son bataillon, après une lutte désespérée mais trop inégale. 
Le repli se fait sur Bannes, puis sur Faux-Fresnay nonobstant les encombrements, les embouteillages et les bombardements par avions.
Le 15 juin repli de Faux-Fresnay sur Le Bachot, face à l'Aube. 
Le Lt Colonel de Fouquet apprend que le pont de Planey a sauté avant que tous les éléments restant du régiment aient pu passer l'Aube. Le pont de Rilly-Saint-Cyre sur la Seine est déjà occupé par l'ennemi. Le Lt-Colonel, qui n'a plus d'artillerie pour l'appuyer et qui ne peut tenter un coup de force en plein jour avec l'infanterie seule contre des chars ennemis qui interdisent le passage, décide de ramasser tous les fantassins épars dans Rilly, de les joindre à ce qui reste du 115e et de glisser vers Troyes par la rive est de la Seine, ayant l'espoir de trouver à Troyes un front français constitué. Il est 14 h 15. 
Vers 19 heures l'avant garde, à hauteur de Saint-Benoît-sur-Seine, se heurte à des tirs de mitrailleuses barrant la direction de Troyes.
Le Lt Colonel décide de forcer le passage. Le 3e bataillon réduit à deux compagnies, mais comprenant des éléments disparates du 2e RI, une batterie du 7e RAD, quelques sections du 6e RTA et un nombre assez considérable d'isolés, mène l'attaque avec la plus grande ardeur malgré la fatigue extrême de la troupe et oblige l'ennemi à repasser sur la rive gauche de la Seine à Pont-Marie. 
Après une rapide mise en ordre des unités qui ont mené l'attaque. Le Lt-Colonel continue sa marche vers Troyes. 
Il est environ 23 h 0 lorsque la colonne atteint les faubourgs nord-est de Troyes où règne le plus grand encombrement de réfugiés civils. Malheureusement, la ville est déjà occupée par l'ennemi et les ponts ont été détruits. 
Le Lt Colonel décide de glisser le long des lisières est de la ville et de se poster vers le sud-est, espérant rejoindre la 42e DI. 
À peine ce mouvement est-il amorcé que des tirs de l'artillerie ennemie s'abattent sur les avancées nord-est des faubourgs, provoquant bousculades, encombrements, embouteillages des réfugiés civils. Tout cela la dispersion dans la nuit des éléments sur route de la colonne du 115e. De plus les hommes sont exténués. Aussi le Lt-Colonel de Fouquet décide de faire halte sur place pour laisser souffler et prendre un peu de sommeil. Il est 0 h 45. 
Au cours de la halte, des fusées éclairantes ennemies sont aperçues tout le long de la Seine en amont et en aval de Troyes. 
Le Lt-Colonel de Fouquet fait alors incinérer le drapeau du régiment. 
Le 16 juin au matin, la colonne reprend sa marche de couvert en couvert. Mais, en avant de la ferme de la Guillotière, des rafales de mitrailleuses crépitent et forment barrage. 
Sans mitrailleuses, ni mortiers, ni artillerie, il ne peut plus monter une nouvelle attaque pour forcer le passage.
Le Lt-Colonel de Fouquet et le chef de bataillon Lecointe tentent de résister à la ferme de la Guillotière. Mais une colonne blindée ennemie venant de Troyes bouscule la fraction d'arrière-garde, arrive à toute allure et asperge de balles à bout portant tous les abords de la ferme. 
Pris entre deux feux, sans moyens suffisants de défense, les derniers éléments constitués du 115e avec leur chef de corps sont faits prisonniers en quelques instants. 
T« Triste fin de campagne pour le régiment de Marville, de Haute-Sierck et d'Anmetz, doté d'un cadre de choix, au moral élevé et constitué de braves réservistes pour la plupart de la Mayenne, de la Sarthe, d'Eure-et-Loir et d'Ille-et-Vilaine, animés du plus bel esprit de corps ».
« L'honneur est sauf cependant, car en ce mois de juin 1940, des officiers, sous-officiers, caporaux et soldats du 115e ont montré au pont de Try, à Igny le Jard, à Oyes et à Saint Benoit Sainte Marie, qu'ils étaient dignes de leurs aînés de la Grande Guerre et capables de les égaler dans le succès s'ils avaient été engagés dans une situation moins désespérée ».

### De 1945 jusqu’à sa dissolution
La semaine du 4 au 9 septembre 1967 a vu revivre le 115e RI Pendant toute cette semaine. Les réservistes du 115e venus de la Sarthe, de la Mayenne, du Calvados et de l'Orne, ont pris part à divers exercices, d'abord au centre mobilisateur d'Alençon, puis au camp d'Auvours. La fin de ces manœuvres a été marquée le samedi 9 septembre par une imposante prise d'arme dans une cour du Quartier Lyautey à Alençon.
Cette cérémonie s'est déroulée en présence du Général de Torquat de la Coulerie, commandant la 32e Division Militaire et sous la présidence de M. Herrenschmid, préfet de l'Orne. Les réservistes du 115e RI étaient sous les ordres du Lieutenant-Colonel Carrère du 41e RI (de la Lande d'Ouée). À leur arrivée, le général de Torquat de la Coulerie et le préfet de l'Orne ont salué le drapeau. Le Général et le Colonel ont passé la revue des troupes. Après une remise de décorations, le Lieutenant-Colonel Carrère a lu aux réservistes l'historique du 115e RI, établi par notre Amicale. Puis le Général s'est ensuite adressé aux officiers, sous-officiers et soldats pour les féliciter tout d'abord de l'élan unanime à répondre à l'appel qui leur avait été lancé. "L'exercice de cette semaine dit-il ensuite, avait pour but de faire la preuve de votre aptitude à tenir la place dans un régiment commando, destiné à participer, si besoin est à la défense de cette région. l'exercice a réussi grâce à votre allant, votre discipline et vos capacités techniques. Vous êtes dignes de l'héritage du passé glorieux de votre Régiment, dont on vient de vous rappeler l'histoire. je vous remercie de votre fidélité au devoir militaire. La cérémonie s'est terminée par un impeccable défilé. En 1970 il sera régiment de réserve.

## Faits d'armes faisant particulièrement honneur au régiment
Il porte, cousues en lettres d'or dans ses plis, les inscriptions suivantes :
- Saragosse 1809
- Lérida 1810
- Tarragone 1811
- Toulouse 1814
- L'Ourcq 1914
- Les Monts 1917
- Champagne 1918

## Refrain
Le refrain officiel du régiment parait être :
« Tonnerre de Dieu ! vous n'êtes jamais contents ! (bis)
« Tas de feignants !»
Mais à la caserne Gaulois de Mamers et tout au long de la guerre 1914-1918, les hommes, dont la solde était de 0 Fr. 05 (1 sou) par jour, avaient coutume de chanter :
« Tonnerre de Dieu ! Vous n'êtes jamais contents !
« Un sou par jour n'est donc pas suffisant ?»

### Insigne
Pendant la Première Guerre mondiale, le régiment n'avait pas d'insigne. En 1939, il fut distribué à chaque homme un insigne représentant un bouledogue hargneux défendant son os.
Ecu ciel bleu étoilé lune barbelés sol noir en pointe « Groupes Francs » sur fond jaune, fabrication de 1945-1946.

### Devise
« Jamais content ».

## Personnages célèbres ayant servi au115eRI
- Henri Berthelot (1861-1931), général français.
- Paul Doncœur (1880-1961), aumônier du régiment durant la Première Guerre mondiale. Il fait partie des aumôniers les plus décorés de cette guerre.
- Edmond Louveau (1895-1973), résistant français, Compagnon de la Libération.
- Pierre Nicolas Auguste Alfred Mairot, alors chef de bataillon.

## Sources et bibliographie
- 'Historique du 115e régiment d'infanterie. 1894. Presses régimentaires du 115e de ligne sous la direction du Commandant de Rosières et du Lieutenant Eschbach.
- 'Historique du 115e Régiment d'Infanterie. 1898. Presses régimentaires du 115e de ligne sous la direction du Lieutenant Berthon.
- Recherche :par le commandant Pocard Michel ancien du 117e RI, président de l'amicale du même régiment au (Mans). (Revue de l'organe de l'amicale des 115e, 315e, 117e, 317e, 271e RI fondée en 1915, dans les tranchées par le sergent R.Clain, du 115e, au secteur des marquis).
- 'Le 115e Régiment d'Infanterie dans la Grande Guerre, notice historique. 1920. Imprimerie A. Chevalet, Mamers.
- 'Le 315e Régiment d'Infanterie dans la Grande Guerre, notice historique. 1920. Imprimerie A. Chevalet, Mamers.
- 'Historique du 115e Régiment d'Infanterie. 30 octobre 1920. Imprimerie Gabriel Enault, Mamers.
- 'Le journal "Le Boyau", organe de l'Amicale des Anciens Combattants des 115e et 315e RI contenant notamment le "Journal de Marche du 115e RI en 1939-40. Imprimerie Jean Martin, Le Mans.

 : document utilisé comme source pour la rédaction de cet article.
- 'Le 115e Régiment d'Infanterie (1808-1940), notice historique. sans date. Imprimerie Jean Martin, Le Mans.